# Ríos fronterizos
Los Ríos fronterizos son un grupo de ríos australianos y la región asociada cerca de la frontera entre los estados de Nueva Gales del Sur y Queensland .
Los ríos nacen en la biorregión de las mesetas de Nueva Inglaterra y drenan la parte occidental de la Gran Cordillera Divisoria, ya que en su conjunto forman parte de las cabeceras del río Darling, dentro de la cuenca Murray-Darling. El límite oriental de la cuenca hidrográfica de los Ríos fronterizos se extiende a lo largo de la divisoria de la Gran Cordillera Divisoria desde Stanthorpe, en el norte, hasta Guyra y Uralla, en el sur. El límite occidental de la región converge cerca de la localidad de Mungindi, en Nueva Gales del Sur. En conjunto, los Ríos fronterizos comprenden una cuenca hidrográfica de 45 675 km².
Los Ríos fronterizos atraviesan tierras que anteriormente ocupaban los pueblos Kamilaroi y Bigambul y otros pueblos indígenas. El curso de agua Morella, la laguna Boobera y la laguna Pungbougal, situadas en la llanura aluvial del río Macintyre, se consideran uno de los lugares aborígenes más importantes del este de Australia. Como uno de los pocos cuerpos de agua permanentes en la cuenca norte del Murray-Darling, el complejo proporciona refugio a la fauna silvestre durante los períodos de sequía. El parque nacional Sundown también tiene importancia ecológica, ya que alberga once animales raros y amenazados, cinco especies de plantas raras o vulnerables y pozos de agua permanentes que sustentan una gran diversidad de aves acuáticas y biota acuática.
En 2012, la cuenca abastecía a una población de aproximadamente 50 000 personas. El pastoreo y los cultivos de secano son los principales usos agrícolas de la tierra, y cubren alrededor del noventa por ciento de la cuenca. El riego para la producción de algodón se lleva a cabo en las llanuras occidentales, entre Goondiwindi y Mungindi.

## Ramas
Durante unos 450-470 km, los Ríos fronterizos separan Nueva Gales del Sur de Queensland.   Esta frontera discurre por Nueva Gales del Sur, desde Tenterfield, en su punto más oriental, hasta Mungindi, en su punto más occidental. Desafortunadamente, varios ríos han recibido el mismo nombre para separar los cursos de agua de cada estado.
Queensland
En términos generales, se considera que los siguientes ríos forman parte del grupo fluvial y de la región de Queensland: 
- Río Severn (Queensland), que drena el distrito de Stanthorpe y desemboca en Nueva Gales del Sur
- Pike Creek, incluida la presa Glenlyon, y que desemboca en Nueva Gales del Sur
- Macintyre Brook, que drena el distrito Inglewood y desemboca en Nueva Gales del Sur, cerca de Yelarbon
- Río Weir, que drena el distrito de Southern Downs y desemboca en Nueva Gales del Sur, cerca de Mungindi

Nueva Gales del Sur
Los siguientes ríos marcan la frontera entre Nueva Gales del Sur y Queensland o se encuentran íntegramente dentro de este estado, por lo que se consideran parte de su grupo de ríos y de su región: 
- Río Mole, que drena el distrito Bonshaw
- Río Dumaresq, que recibe las aguas de los ríos Severn (Queensland), Pike Creek y Mole.
- Río Severn (Nueva Gales del Sur), que drena el distrito Glen Innes, incluida la presa Pindari
- El río Macintyre recibe caudales del río Severn (Nueva Gales del Sur) y se forma en la confluencia del río Dumaresq y el arroyo Macintyre. Este río discurre tanto por Nueva Gales del Sur como por Queensland.

Dentro de Nueva Gales del Sur, los ríos Macintyre y Weir desembocan en el río Barwon, un importante afluente del río Darling dentro de la cuenca Murray-Darling.
El río Dumaresq marca la frontera entre Queensland y Nueva Gales del Sur, generalmente al sureste de Bonshaw y Boggabilla. El río Macintyre marca la frontera desde Boggabilla hasta Mungindi.

## Pueblos y ciudades
La principal actividad económica de la región es la agricultura. Los cultivos se realizan en zonas con condiciones apropiadas y el resto del territorio se destina al pastoreo. Debido a que los ríos son pequeños y su caudal es irregular, el riego se practica solo a pequeña escala.
La ciudad más grande de la parte occidental de la región es Goondiwindi, donde la autopista Newell cruza el río Macintyre, en la frontera estatal. Las ciudades de Stanthorpe, en Queensland, y Tenterfield y Glen Innes, en Nueva Gales del Sur, se encuentran a lo largo de la autopista New England, en los límites orientales de la cuenca de los Ríos fronterizos. Inverell se encuentra al oeste, en el extremo occidental de las mesetas de Nueva Inglaterra. La parte central de la región está bastante despoblada y carece de grandes ciudades, rutas de transporte importantes e industrias significativas, salvo la agricultura. Entre las pequeñas ciudades de la región se encuentran Texas, Inglewood, Ashford, Yetman, Bonshaw y Emmaville. 

### Atribución
Este artículo incorpora texto disponible bajo la licencia CC BY 3.0 AU. Se requiere atribución: © Commonwealth of Australia.